# Иванка Шалапатова
Иванка Николова Шалапатова е българска общественичка и политик. На 6 юни 2023 г. става министър на труда и социалната политика в кабинета Денков-Габриел. Преди това дълги години е изпълнителен директор на фондация „За нашите деца”.

## Биография
Шалапатова е магистър по английска и българска филология със специализации във Великобритания, Германия и Унгария и доктор (с дисертация на тема „Прилагане на политиките на Европейския съюз за ранно детско образование и грижа в България“).
През 1997 г. Шалапатова започва работа в британската благотворителна организация „Европейски детски тръст“, а след оттеглянето на организацията от България през 2000 г. Шалапатова става ръководител на нейния правоприемник – фондация „За нашите деца“.
Шалапатова е бивш вицепрезидент на Световната организация по приемна грижа и член на борда на директорите на мрежата Child Rights Connect, състояща се от над 80 НПО, повлияли на създаването на Конвенцията на ООН за правата на детето.
През 2013 г. е заместник-министър на труда и социалната политика в служебния кабинет на Марин Райков.
Шалапатова е омъжена и има две деца.